# Jonathan David
Jonathan Christian David (født 14. januar 2000) er en canadisk professionel fodboldspiller, som spiller for Serie A-klubben Juventus F.C. og Canadas landshold.

## Klubkarriere

### Gent
Efter at have haft prøvetræning med flere klubber i Europa, skiftede David i januar 2018 til belgiske KAA Gent, hvor han skrev sin første professionelle kontrakt. Han gjorde sin debut for førsteholdet i august 2018, og imponerede med det samme, da han hurtigt etablerede sig som fast mand på holdet.
Han scorede i 2019-20 sæsonen 18 sæsonmål i Belgiens 1. Division A, og sluttede dermed som delt topscorer sammen med Dieumerci Mbokani.

### Lille
David skiftede i august 2020 til Lille OSC i en aftale som gjorde ham til den dyreste canadiske fodboldspiller nogensinde. Efter en dårlig start på sin tid i klubben, da han kun scorede 2 mål på en halvsæson, så havde han sit store gennembrud i den anden halvdel af 2020-21 sæsonen, da han scorede 11 mål og spillede en essentiel rolle i at Lille vandt deres første mesterskab i 10 år.

## Landsholdskarriere

### Ungdomslandshold
David har repræsenteret Canada på flere ungdomsniveauer.

### Seniorlandshold
David debuterede for Canadas landshold den 9. september 2018.

## Titler
Lille
- Ligue 1: 1 (2020-21)
- Trophée des Champions: 1 (2021)

Individuelle
- CONCACAF Gold Cup Turneringens hold: 1 (2019)
- CONCACAF Gold Cup Topscorer: 1 (2019)
- Belgiens 1. Division A Topscorer: 1 (2019-20)
- Årets mandelige fodboldspiller i Canada: 1 (2019)
- Belgiens 1. Division A Årets spiller: 1 (2019-20)

## Privat
David blev født i New York City, USA til forældre fra Haiti. Han flyttede tilbage til Port-au-Prince i Haiti med sin familie da han var tre måneder gammel. Da han var seks år gammel, flyttede han med sin familie til Canada, og bosatte sig i Ottawa.